# Отець-Паїсієво
Оте́ць-Паї́сієво (болг. Отец Паисиево) — село в Пловдивській області Болгарії. Входить до складу общини Калояново.

## Населення
За даними перепису населення 2011 року у селі проживали 224 особи, усі — болгари.
Розподіл населення за віком у 2011 році:
Динаміка населення: